# Bolevecký potok
Bolevecký potok nebo také Petrovka (v horní části) je potok v Plzni, napájející Bolevecké rybníky a ústící do Berounky.

## Průběh toku
Bolevecký potok pramení pod Malým Krkavcem na jihovýchodním svahu Krkavce v okrese Plzeň-sever v nadmořské výšce asi 400 m. Protéká mělkou kotlinou ohraničenou hřebenem mezi vrcholy Mikulkou, Sytnou a Krkavcem.

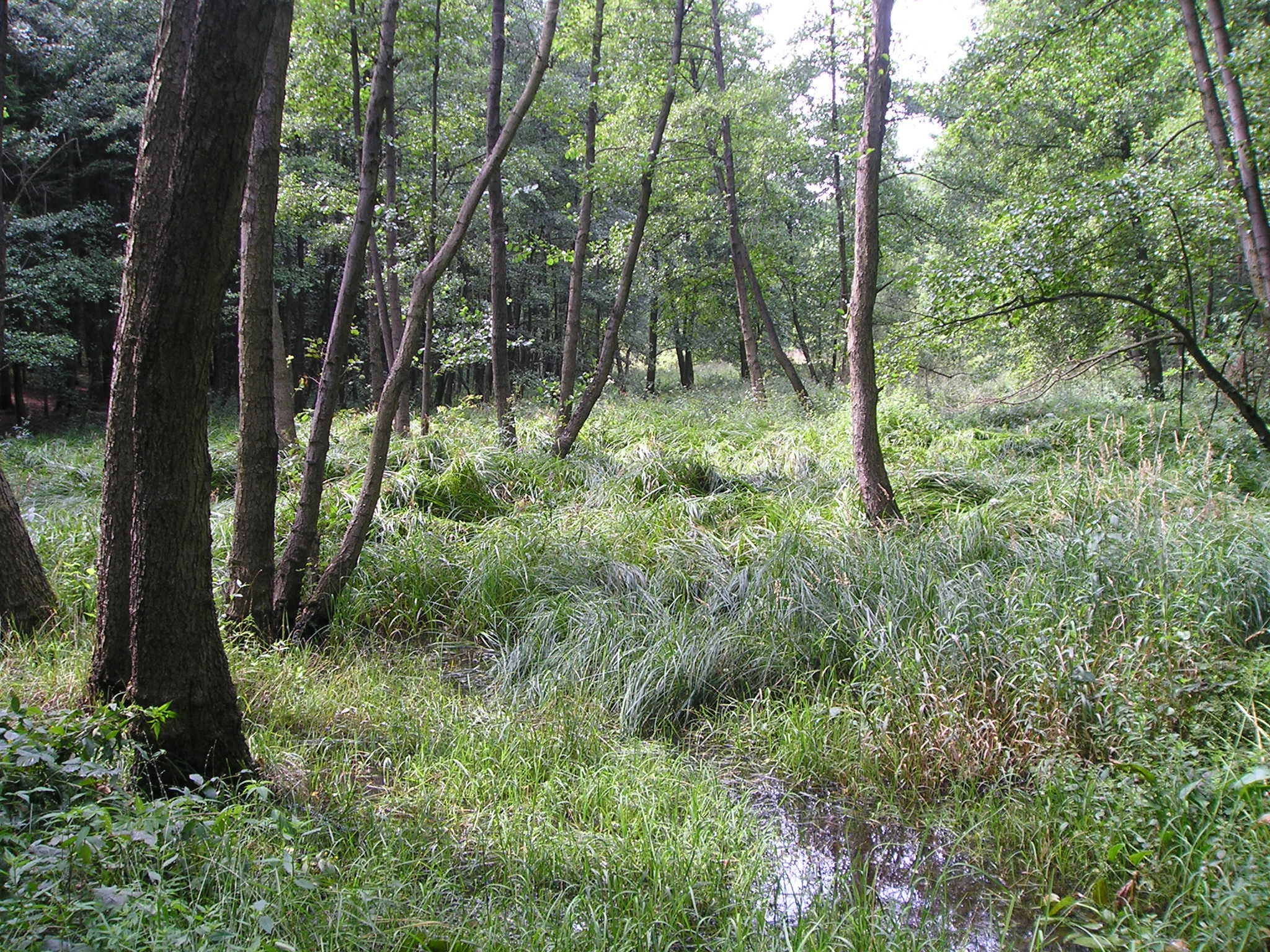
Niva Boleveckého potoka v Petrovce

Na svém horním toku vtéká do přírodní rezervace Petrovka, kde vytváří širokou, silně podmáčenou nivu. Právě dochovaný mokřadní ekosystém s výskytem vzácných druhů rostlin i zvířat je přitom jedním z hlavních důvodů ochrany tohoto území. Koryto potoka bylo ovšem uměle přeloženo ze středu nivy na její levý břeh a doplněno systémem odvodňovacích kanálů, aby bylo možné zemědělsky využívat zdejší louky. Se změnami v zemědělství po roce 1945 však Petrovské louky ztratily na významu, neudržované kanály se zaplnily sedimentem a postupně se zde znovu začala objevovat původní mokřadní a lužní společenstva.
Zhruba ve středu délky přírodní rezervace Petrovka (ovšem mimo vlastní chráněné území) je Bolevecký potok přehrazen prvním rybníkem, který nese jméno Strženka neboli Hádek. U východní hranice rezervace Petrovka při silnici z Plzně do Ledec a Záluží přibírá zprava bezejmenný přítok, na němž se nachází tři nepojmenované rybníky. Za silnicí pokračuje Bolevecký potok směrem k východu, kde nad Košutkou napájí Šídlovský rybník, pod ním malý Nováček a nakonec Třemošenský rybník, na jehož hrázi probíhá silnice I/27 do Třemošné.

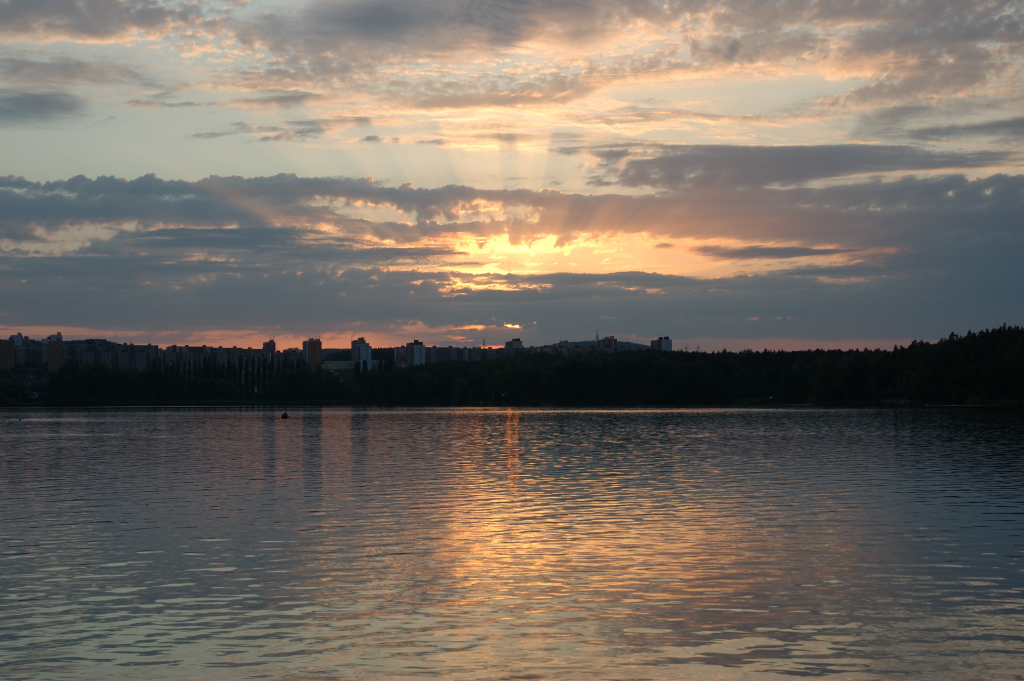
Velký Bolevecký rybník

Za silnicí a železniční tratí č. 160 z Plzně do Žatce se poblíž arboreta Sofronka spojuje s levostranným přítokem od severu, na němž leží dva menší rybníky - Rozkopaný (též Černý rybník) a Vydymáček. Následně ústí do Seneckého rybníka, kde se stáčí směrem k jihovýchodu a dvěma paralelními rameny protéká zahrádkářskou kolonií (místní pojmenování Na Potvorách) k rybníku Košinář.
Odtud směřuje na jih, kde jej jako poslední a největší rybník na toku přehrazuje Velký Bolevecký rybník (jeho severní část oddělená úzkou hrází je nazývána Malý Bolevecký rybník nebo též V Chobotu).

Odtud míří Bolevecký potok dál na jihovýchod pod silnici na Bílou Horu, kde je za železniční vlečkou sveden do podzemního kanálu. Ten ústí asi po 250 m na povrch, kde se Bolevecký potok v nadmořské výšce 301 m vlévá od severu do Berounky jako její první, levostranný přítok.

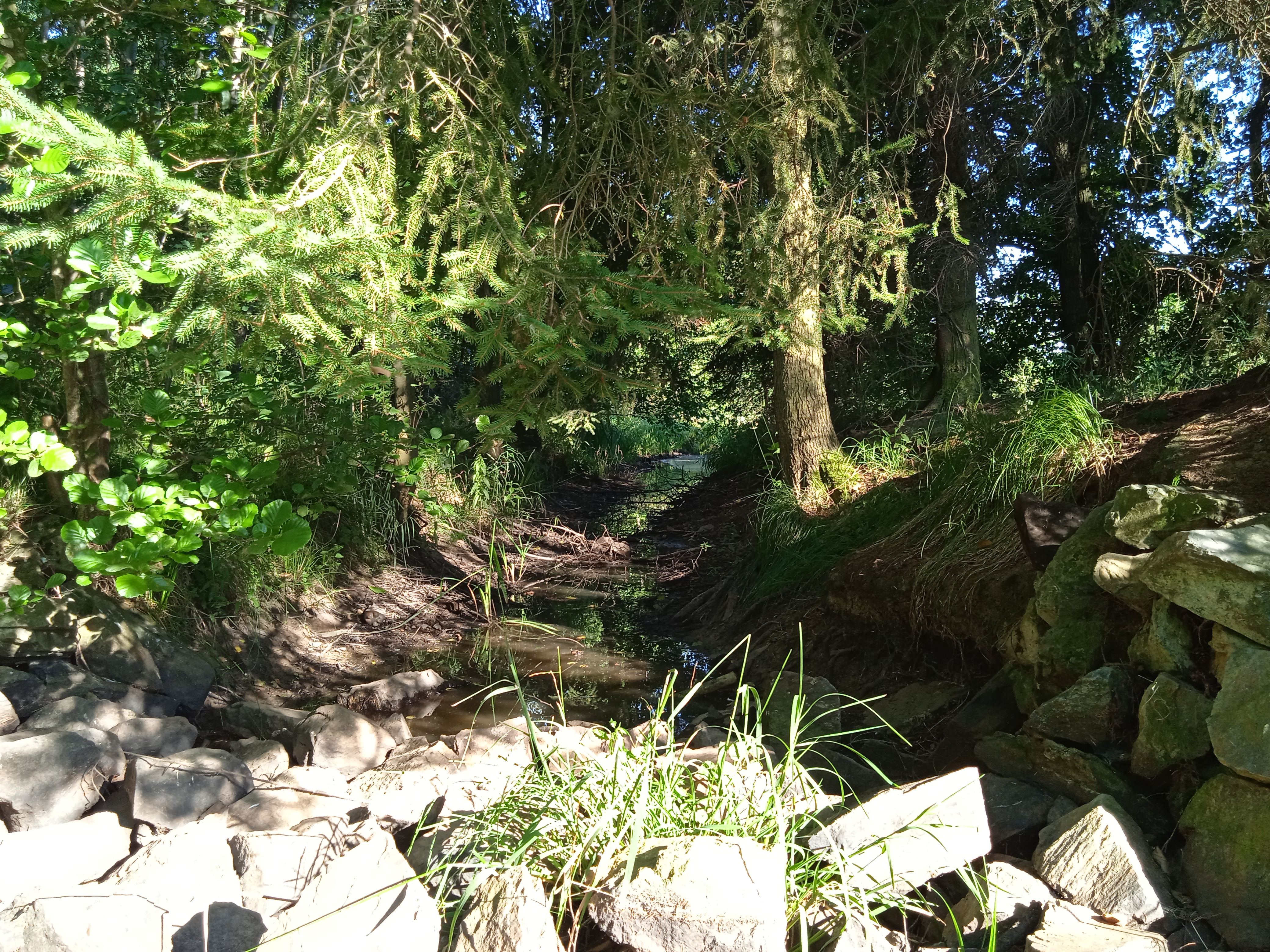
Krátký úsek nad rybníkem Košinář, kde nemá potok vyzděné koryto
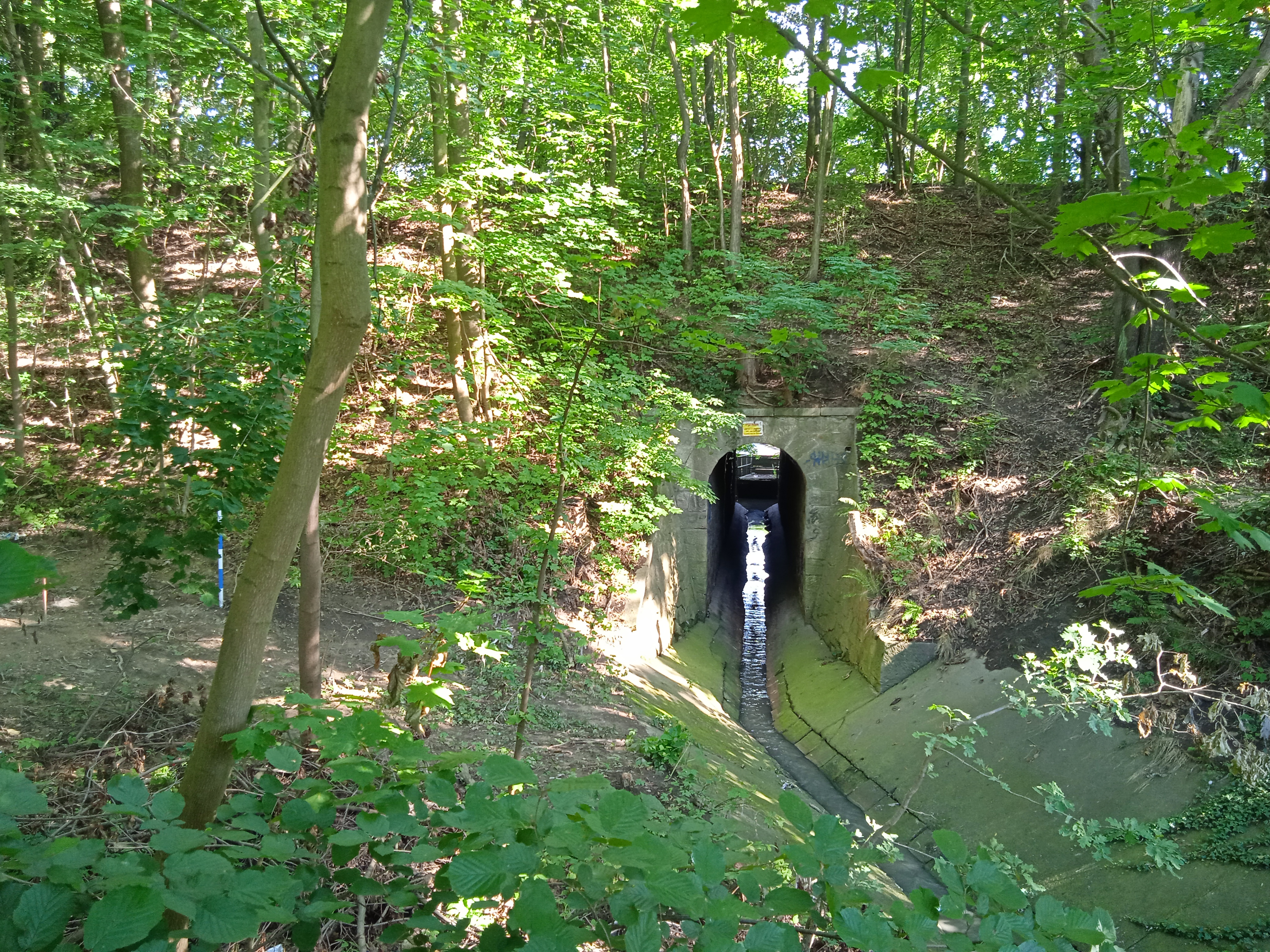
Bolevecký potok pod Velkým rybníkem
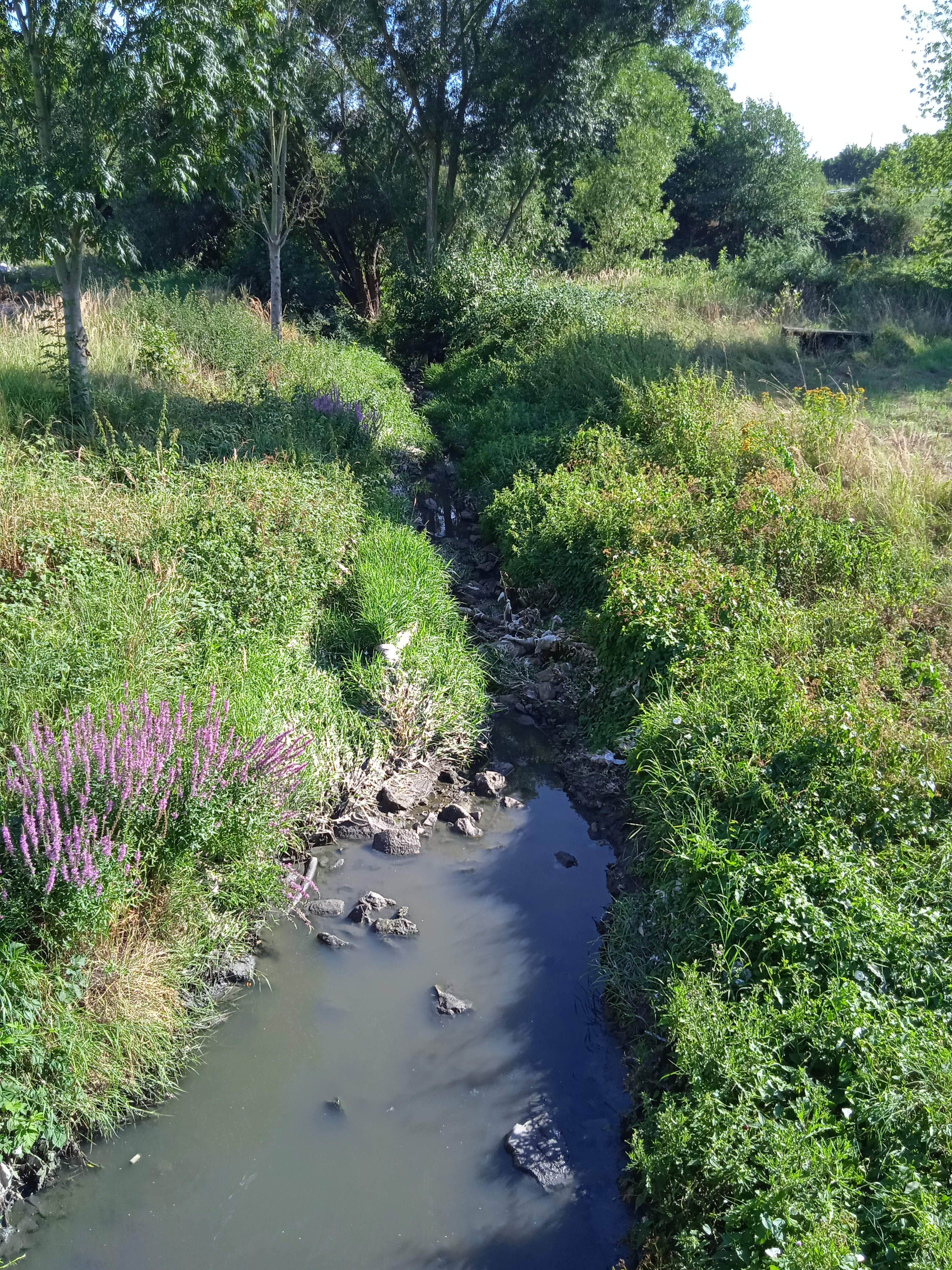
Bolevecký potok za ČOV pod Bílou Horou
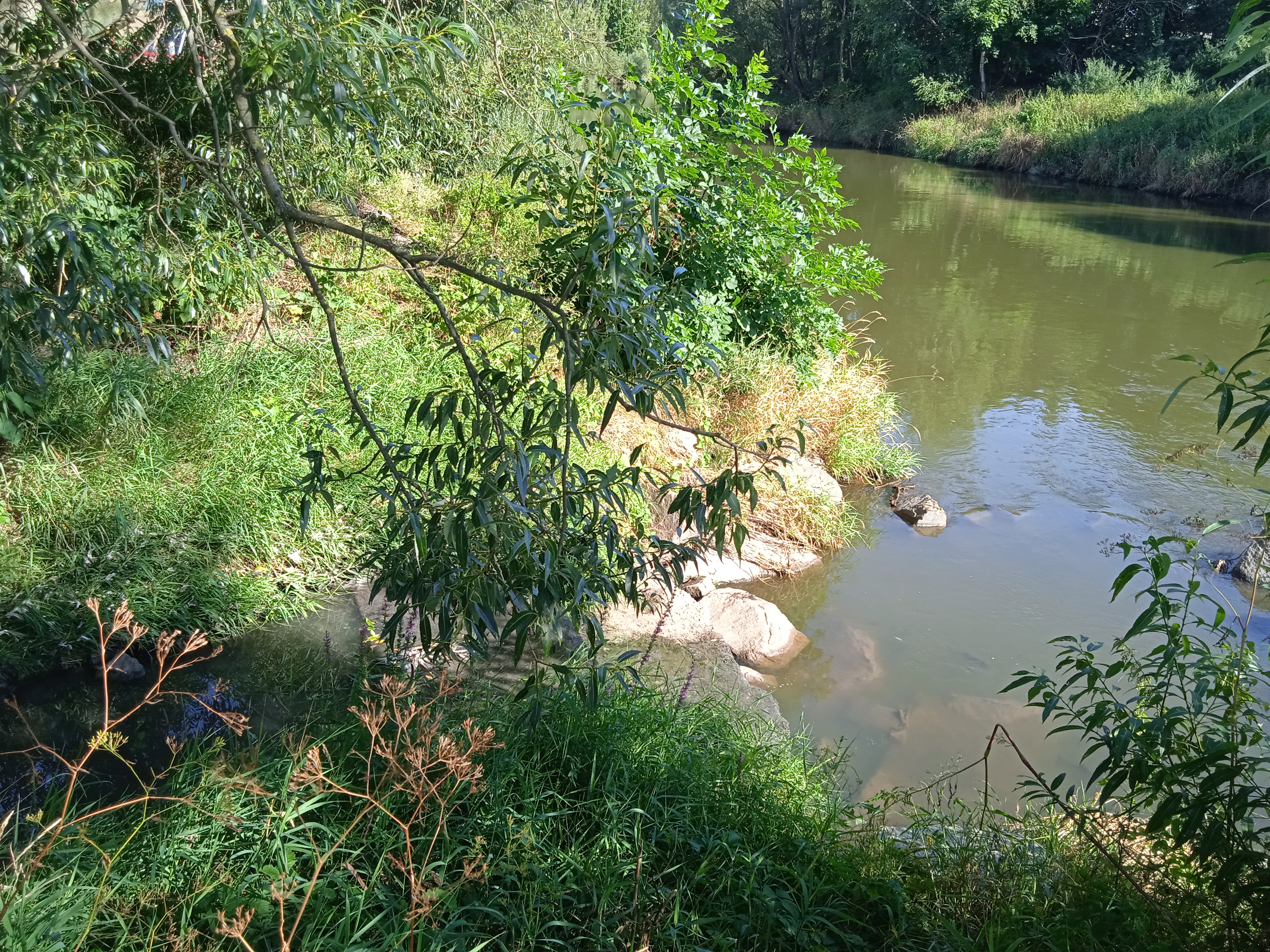
Ústí do Berounky

## Doplňující údaje
- Průměrný roční srážkový úhrn 504 mm
- Čistota vody: V. třída
- Průměrný spád: 1,65 %
- Průtok při stoleté vodě: 23 m³/s